# Guerra Civil d'Etiòpia
La Guerra Civil d'Etiòpia va ser una guerra civil a Etiòpia i a l'actual Eritrea, combatuda entre els governs comunistes de la junta militar etíop i els rebels antigovernamentals etíops i eritreus, durant el període comprès entre la Revolució etíop de 1974 i derrocament de Haile Selassie, i la caiguda del règim comunista de Mengistu el juny de 1991. Es caracteritza per una successió de diferents conflictes armats, entre diverses guerrilles o moviments secessionistes i l'estat etíop, que va acabar per enderrocar el govern, posant fi a la República Democràtica Popular d'Etiòpia.
Entre 1991 i 1998 després de la guerra un total de 500 excombatents van ser desmobilitzats, la majoria dels grups armats rebels, molts d'ells van passar a ser partits polítics i els seus guerrillers o van deixar les armes o es van integrar a les noves forces armades etíops; a finals del darrer any, el principal grup encara en combat era el FLO.

## Antecedents
El Derg va enderrocar l'Imperi etíop i l'emperador Haile Selassie en un cop d'estat el 12 de setembre de 1974, establint Etiòpia com un estat marxista-leninista sota una junta militar i un govern provisional.

## La guerra civil

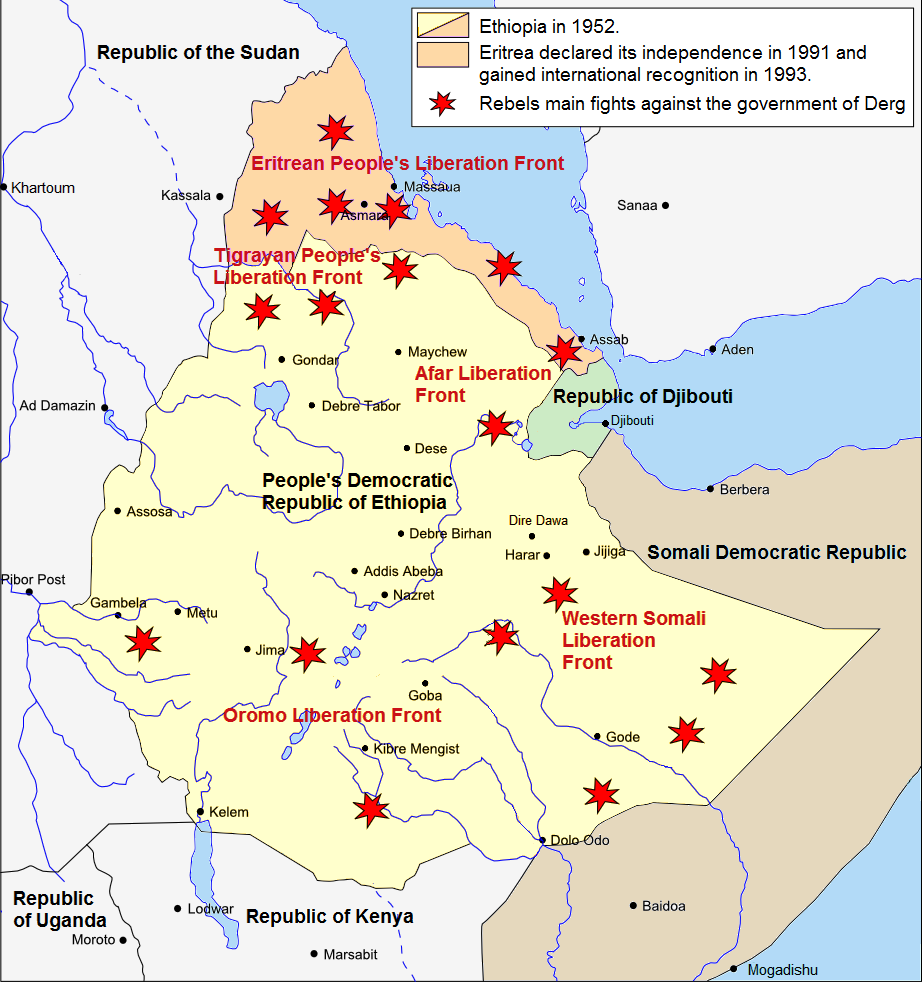
La situació durant la guerra civil

Diversos grups d'oposició d'afiliacions ideològiques que van des de comunistes a anticomunistes, sovint procedents d'origen ètnic, van començar la resistència armada al Derg, recolzat pels soviètics, a més dels separatistes eritreus que ja lluitaven a la Guerra d'Independència d'Eritrea. El Derg van utilitzar campanyes militars i el Qey Shibir (terror vermell etíop) per reprimir els rebels.
El Derg, en el seu intent d'introduir els ideals socialistes, en març de 1975 va permetre que els camperols es fessin càrrec de la terra, animant-los a organitzar-se en "associacions camperoles" sense controlar el procés, i es va permetre a les associacions camperoles decidir si es redistribuïa la terra entre els seus membres o entrar en formes col·lectives de cultiu de la terra. La mala gestió, la corrupció i l'hostilitat general envers el govern violent i dur dels Derg, juntament amb els efectes drenants de la guerra contra els moviments de les guerrilles separatistes a Eritrea i Tigray van provocar un dràstic declivi de la productivitat dels cultius alimentaris i comercials.

### la guerra etíop-somali
El 13 de juliol de 1977 es va desencadenar la Segona guerra etíop-somali quan la República Democràtica Somali va intentar explotar la feblesa d'Etiòpia des de la revolució de 1974 i l'Exèrcit Nacional de Somàlia va entrar a Etiòpia per annexionar Ogaden i l'antiga zona de reserva, una regió fronterera predominantment poblada per Somalis. Un mes abans, Mengistu havia acusat Somàlia d'infiltrar soldats del seu exèrcit a Ogaden per lluitar al costat del Front d'Alliberament de Somàlia Occidental, negat per Siad Barre. Tot i que ambdós països eren estats comunistes recolzats pels soviètics, finalment el març del 1978 va haver de tornar, derrotat per les forces etíops i els atacs de l'aviació MiG-21 i MiG-23, ajudades per milicians comunistes, assessors soviètics, soldats cubans.

### Intervenció soviètica i cubana
En 1977, Nakfa fou presa per l'EPLF després de sis mesos de setge, que no pogué ser recuperada per les forces governamentals en cap de les set ofensives llançades durant la guerra, en canvi, Barentu va aguantar el setge rebel.
A finals de 1977, Eritrea estava virtualment alliberada per l'ELF i l'EPLF, i només quedaven sota l'ocupació etíop Asmara, Barentu i els dos ports eritreus d'Assab i Massawa. El 23 de desembre de 1977, l'EPLF va iniciar un atac a camp obert cap a les salines i el port de Massawa.
L'entrada de la La Unió Soviètica i els seus aliats al costat del govern militar etíop va aturar la victòria inevitable dels eritreus, i els vaixells de guerra soviètics van començar a bombardejar per evitar la seva ocupació de la ciutat per part de l'EPLF, especialment les zones del centre. La intervenció de la Unió Soviètica i el treball de la força aèria i l'artilleria naval etíops van aconseguir la victòria governamental, fent que l'EPLF es retirés a Nafka en juliol de 1978. Amb el suport estranger, els etíops van començar a recuperar zones alliberades d'Eritrea amb una ofensiva important que es va llançar el juny de 1978 des de tres flancs: el front de Mereb, el
Shambooko frontal i Om Hajer frontal.
Entre novembre de 1976 i principis de 1983 el govern va llançar sis grans campanyes ofensives contra el TPLF. Però cap d'aquestes campanyes no va poder assolir els seus objectius. El TPLF va evitar la resistència convencional sempre que el balanç de poder militar era favorable al govern i usant la guerra de guerrilles per destruir les forces governamentals estacionades a les diferents parts de Tigray. Durant el 1983-1984 no es van iniciar campanyes ofensives importants.

### Fam de 1983-1985
Tot i que Etiòpia sovint és propensa a les sequeres cròniques, l'extraordinària sequera i la fam del 1983 a 1985 que va assolar el país fou la més important del segle i es calcula que van morir entre 400.000 i 590.000 persones. Centenars de milers de persones van fugir de la misèria econòmica, el reclutament i la repressió política i van anar a viure als països veïns i a tot el món occidental, creant per primera vegada en la seva història una comunitat de diàspora etíop. Les insurreccions contra el govern dels Derg van sorgir amb fúria, particularment a les regions del nord de Tigray i Eritrea, que buscaven la independència i en algunes regions de l'Ogaden. Centenars de milers van morir com a conseqüència del Qey Shibir, les deportacions forçades o l'ús de la fam com a arma sota el govern de Mengistu.
Live Aid (literalment, 'Ajuda en Directe') van ser dos concerts simultanis realitzats el 13 de juliol de 1985 a l'Estadi Wembley de Londres (Anglaterra) i a l''Estadi J. F. K de Filadèlfia (Estats Units) per recaptar fons en benefici de països de l'Àfrica oriental, en concret, d'Etiòpia i de Somàlia. impulsat pel músic i actor Bob Geldof, que va viatjar per conèixer sobre el terreny el que estava passant a Àfrica després que la cadena de televisió BBC va emetre un programa on s'explicava el que estava passant. Posteriorment a crear la fundació Band Aid Trust, que s'encarregaria de gestionar i distribuir tota l'ajuda que es recaptés gràcies als dos concerts. Uns mesos abans, en el marc de la mateixa iniciativa, s'havia publicat la cançó We Are the World.

### Congrés del TPLF de 1985
El congrés del TPLF de 1985 va purgar alguns dels membres de la direcció, canviant de tàctica per combatre el seu lideratge de l'exèrcit i alliberar els reclutes que es van unir a l'exèrcit sense el seu consentiment, i decidint establir una àrea base permanent. Els rebels van destruir el pont del riu Tekezze, van bloquejar les carreteres Welqait-Tembien-Adi Da'ero i van fundar una zona base permanent a Kazza i Dajana.

### La República Democràtica Popular d'Etiòpia
El Derg es va dissoldre el 1987, establint la República Democràtica Popular d'Etiòpia (RDPE) sota el Partit dels Treballadors d'Etiòpia (WPE) en un intent de mantenir el seu domini, i a finals de la dècada de 1980 amb l'evacuació dels soldats cubans, i limitada l'ajuda militar i econòmica de la Unió Soviètica, l'exèrcit etíop va perdre tot el territori guanyat a Eritrea.
La Unió Soviètica, en plena crisi va començar a posar fi al seu suport al PDRE a finals de la dècada de 1980 i el govern es va veure desbordat pels grups rebels cada vegada més victoriosos. El març de 1988 el Front Popular d'Alliberament d'Eritrea es va apoderar de la ciutat d'Afabet, on hi havia una important concentració de forces governamentals ben equipades del govern, i van capturar diversos milers de soldats del Comandament Nadaw, un nombre considerable d'armes i municions modernes, incloent artilleria soviètica de llarg abast i 50 tancs. A continuació l'EPLF va avançar per controlar un territoris més ampli, i el govern va haver de dur forces de reforç de les diferents parts del país a Eritrea.
El gener de 1988 Tigray, el TPLF, va llançar una ofensiva contra les forces governamentals a la línia Adigrat-Wugro i en una sèrie d'ofensives va destruir les forces governamentals estacionades a Rama, Adwa, Seleklaka i Shire, Amenaçat per altres ofensives rebels, el govern va dirigir els seus esforços cap a la consolidació de la seva posició en defensa de la ciutat de Mekelle, el centre administratiu de la regió. Els combatents del TPLF evitar Mekelle i van destruir completament les forces governamentals i van controlar Ambalage, Maichew i Korem, a la carretera Dessie-Mekelle. El 6 de maig, el TPLF controlava tot Tigray, tret de Mekelle uns 15 quilòmetres al seu voltant. A Ogaden, el Front d'Alliberament de Somàlia Occidental (WSLF), recolzat per Somàlia, debilitat per les contraofensives del govern etíop de 1977 i 1978 va reprendre la lluita i al nord-est, el Front d'Alliberament Afar (ALF), neutralitzat per les forces governamentals el 1975, va tornar a finals dels vuitanta.

### Estat d'emergència (1988)
L'escalada de la guerra a Eritrea i Tigray el 1988 va fer que el govern declarés una lleva massiva i va declarar l'estat d'emergència de les dues regions, que van quedar sotmeses al que el govern va anomenar "Administració general", governades per Legesse Asfaw a Tigray i Tesfaye Gebre Kidan a Eritrea, a qui es va oferir un poder "il·limitat" i que només van retre comptes davant el coronel Mengistu, el president. Els rebels van derrotar les forces governamentals a la batalla de Shire en febrer de 1989, i el 1990 va capturar el port de Massawa. El 1989 Meles Zenawi, dirigent del Front Popular d'Alliberament de Tigre havia aconseguit progressivament el domini de la major part de la regió del Tigre, es va aliar a altres moviments polítics o militars d'altres regions etíops per formar el Front Democràtic Revolucionari del Poble Etíop, que va aconseguir capturar el febrer de 1991 les ciutats de Gondar i Gojam.
El 21 de maig de 1991, quan els independentistes estaven a Dekemenare, a uns 40 kilòmetres d'Asmara, la capital de Eritrea i els rebels a Addis Alem, a uns 50 kilòmetres d'Addis Abeba, el president Mengistu Haile Mariam va fugir del país, i el govern d'Etiòpia quedava en mans de Tesfaye Gabre Kidan. el 28 de maig, mentre es duien a terme les converses per a un alto-el-foc, les tropes rebels de Zenawi van entrar a Addis Abeba sense trobar oposició.

## Conseqüències
La guerra civil etíop va deixar almenys 1,4 milions de persones mortes, amb un milió de les víctimes relacionades amb la fam i la resta per violència i combat. La República Democràtica Popular d'Etiòpia va ser dissolta i substituïda pel govern de transició d'Etiòpia dirigit pel Front Popular d'Alliberament de Tigre encapçalat per Meles Zenawi. Al juliol, es va redactar una nova constitució democràtica i es va reconèixer la independència d'Eritrea sense incidents, i el 1994 fou reconeguda per les Nacions Unides.
Mengistu Haile Mariam va trobar asil polític a Zimbabwe on fou sent acollit per Robert Mugabe. El desembre de 2006, 72 membres del Derg van ser trobats culpables de genocidi, d'ells, trenta-quatre persones van ser dutes al jutjat, 14 van morir durant el llarg procés i 25, inclòs Mengistu, van ser jutjades in absentia.
L'Operació Salomó va ser una operació militar israeliana encoberta del 24 al 25 de maig de 1991 per transportar per aire als jueus etíops a Israel. Els vols sense escales de 35 avions israelians, incloent Lockheed C-130 Hercules de la Força Aèria Israeliana i Boeing 747 d'Israel Airlines, van transportar 14.325 jueus etíops a Israel en 36 hores. Un dels avions, un El Al 747, transportava almenys 1.088 persones, inclosos dos bebès que van néixer al vol, i ostenta el rècord mundial de més passatgers en un avió.